# Tumulte de Thorn

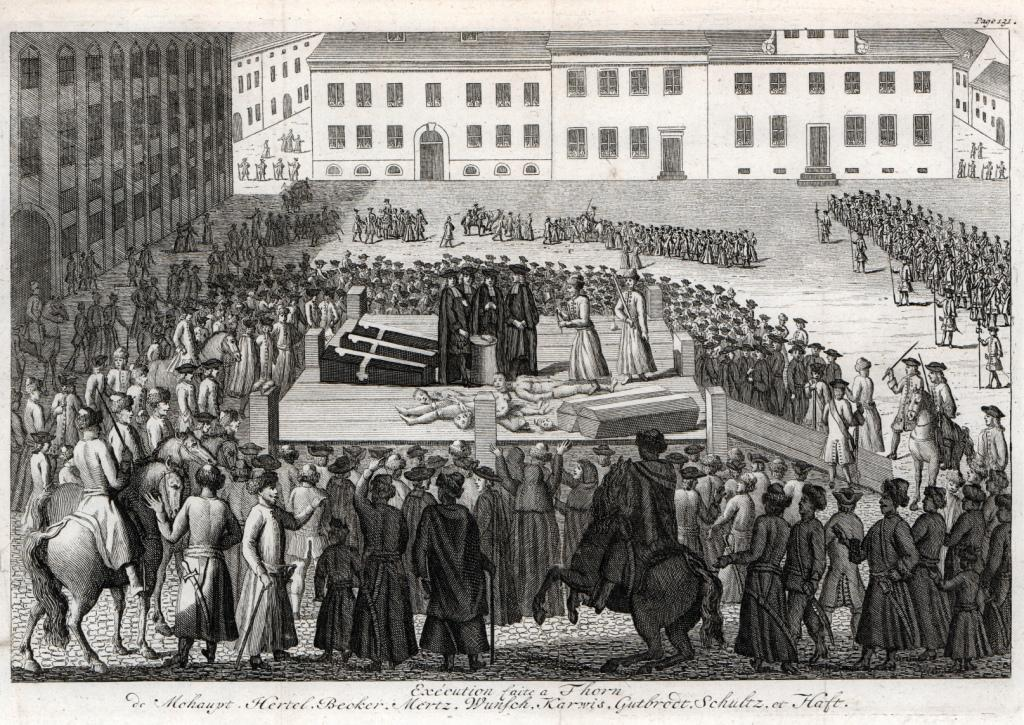
Une représentation des exécutions.

Le tumulte de Thorn, appelé en allemand Blutgericht, littéralement « jugement sanglant », désigne un affrontement entre catholiques et protestants les 16 et 17 juillet 1724, qui se conclut par l'exécution du maire et de plusieurs citoyens de la ville de Thorn (en polonais : Toruń) par le gouvernement polonais le 7 décembre 1724.

## Contexte historique
Le château de Thorn (en polonais : Toruń) a été construit par les chevaliers teutoniques à proximité d'une ville slave. Celle-ci obtient en 1233 le statut de cité et le droit de Culm. Des colons arrivent alors plus nombreux, accompagnés de moines franciscains et dominicains. En 1454, la ville quitte l'Ordre teutonique pour la Ligue de Prusse, et à la suite de la guerre de Trente Ans fait partie de la Prusse royale polonaise.
À la suite de la Réforme protestante, la ville accepte le luthéranisme en 1557. Des jésuites s'installent en 1596 malgré l'opposition des autorités municipales. L'animosité religieuse croît avec la contre-réforme, mais la ville reste longtemps tolérante ; en 1645 un Colloquium Charitativum réunit les représentants des deux confessions pour une dispute théologique. 
À partir de 1682 une milice (en allemand : Bürgerwehr) doit protéger l'église luthérienne. Des affrontements ont lieu en 1688 et 1721.

## Événements de l'année 1724

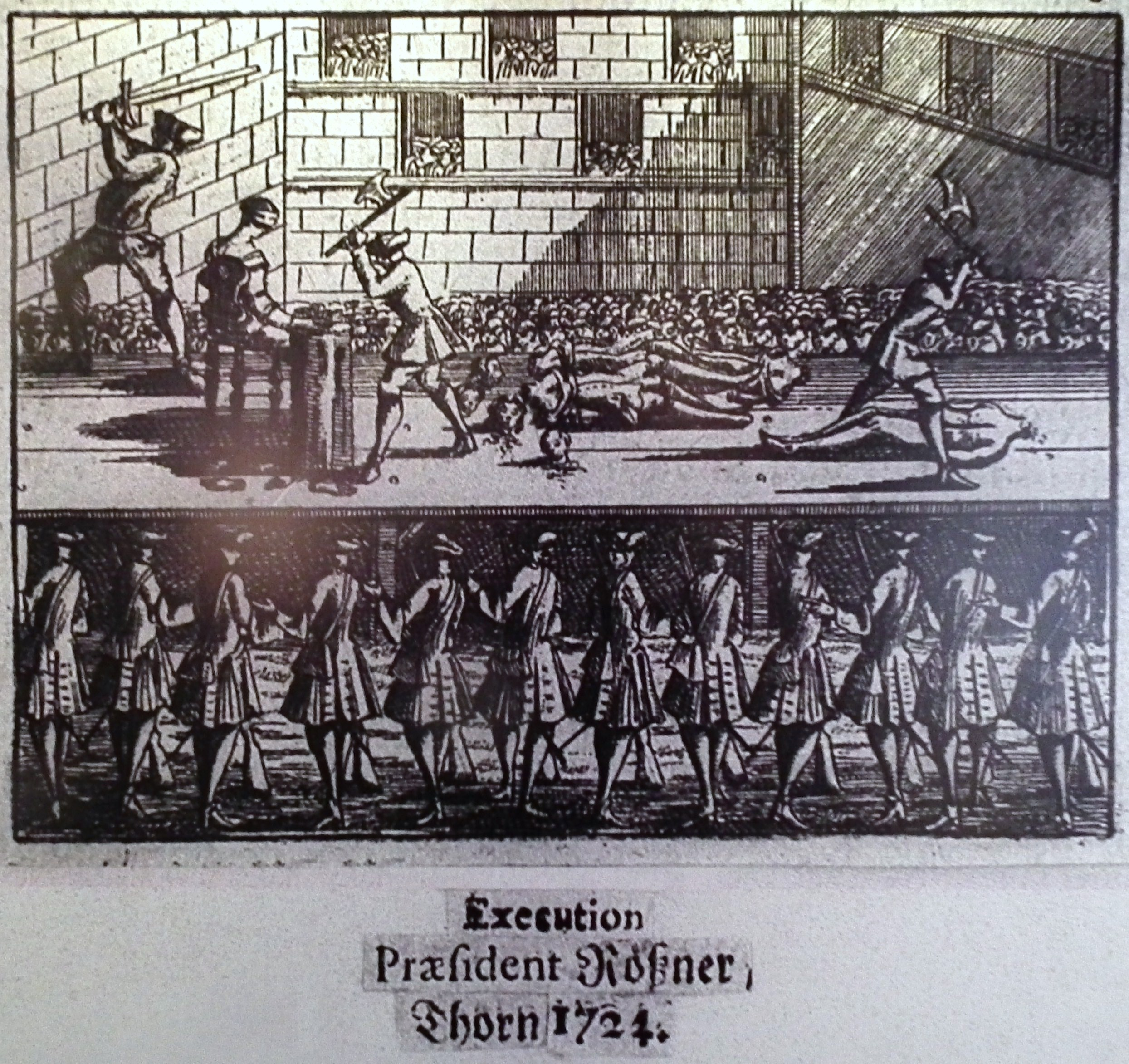
La décapitation de Rösner.

Les 16 et 17 juillet, une procession à la Sainte Vierge est organisée par les jésuites. Les luthériens sont accusés de manquer de respect à la statue, et des échauffourées éclatent. Un étudiant catholique est arrêté par la milice protestante, un otage protestant est pris en réponse. Johann Gottfried Rösner, alors bourgmestre de Thorn, ordonne la pacification, mais les troupes de la ville ne lui obéissent pas, seuls les gardes royaux sont en mesure de rétablir l'ordre, mais ne peuvent empêcher les dégâts matériels. Un collège jésuite est saccagé, plusieurs prêtres ont été battus, des livres brûlés et des représentations de saints détruites.
Un procès est organisé, et le 16 novembre 1724 douze luthériens sont condamnés à mort, ainsi que Rösner pour avoir manqué à son devoir de maintenir l'ordre. Jerzy Dominik Lubomirski est chargé d'exécuter le verdict.

## Conséquences
Parmi d'autres, Voltaire en fait la preuve de l'intolérance (religieuse) des autorités polonaises de l'époque.